# Wahlkreis Hochdorf
| Sitze im Kantonsrat (2019–2023)                                           |
| Insgesamt 21 Sitze - Grüne: 2 - SP: 3 - GLP: 1 - CVP: 7 - FDP: 4 - SVP: 4 |

Der Wahlkreis Hochdorf ist einer von sechs Wahlkreisen des Kantons Luzern in der Schweiz. Flächenmässig entspricht er dem auf den 1. Januar 2013 aufgehobenen Amt Hochdorf.

## Geografie
Der Wahlkreis Hochdorf umfasst das Luzerner Seetal vom Hallwilersee im Norden, rund um den Baldeggersee bis zur Reuss, wobei die Seeflächen selbst nicht zum Gebiet des Wahlkreises gehören.

## Gemeinden des Wahlkreises Hochdorf
Der Wahlkreis Hochdorf besteht aus folgenden Gemeinden:
Stand: 1. Januar 2021
| Wappen     | Name der Gemeinde | Einwohner (31. Dezember 2023) | Fläche in km² | Einwohner pro km² |
| ---------- | ----------------- | ----------------------------- | ------------- | ----------------- |
| Aesch      | Aesch (LU)        | 1405                          | 4,61          | 305               |
| Ballwil    | Ballwil           | 2821                          | 8,77          | 322               |
| Emmen      | Emmen             | 32'380                        | 20,37         | 1590              |
| Ermensee   | Ermensee          | 1032                          | 5,69          | 181               |
| Eschenbach | Eschenbach (LU)   | 3806                          | 13,21         | 288               |
| Hitzkirch  | Hitzkirch         | 6030                          | 27,60         | 218               |
| Hochdorf   | Hochdorf          | 10'033                        | 9,63          | 1042              |
| Hohenrain  | Hohenrain         | 2452                          | 23,23         | 106               |
| Inwil      | Inwil             | 2919                          | 10,32         | 283               |
| Rain       | Rain              | 3129                          | 9,42          | 332               |
| Römerswil  | Römerswil         | 1789                          | 16,60         | 108               |
| Rothenburg | Rothenburg        | 7828                          | 15,49         | 505               |
| Schongau   | Schongau          | 1061                          | 12,43         | 85                |
| Total (13) | Total (13)        | 76'685                        | 177,37        | 432               |

## Veränderungen im Gemeindebestand

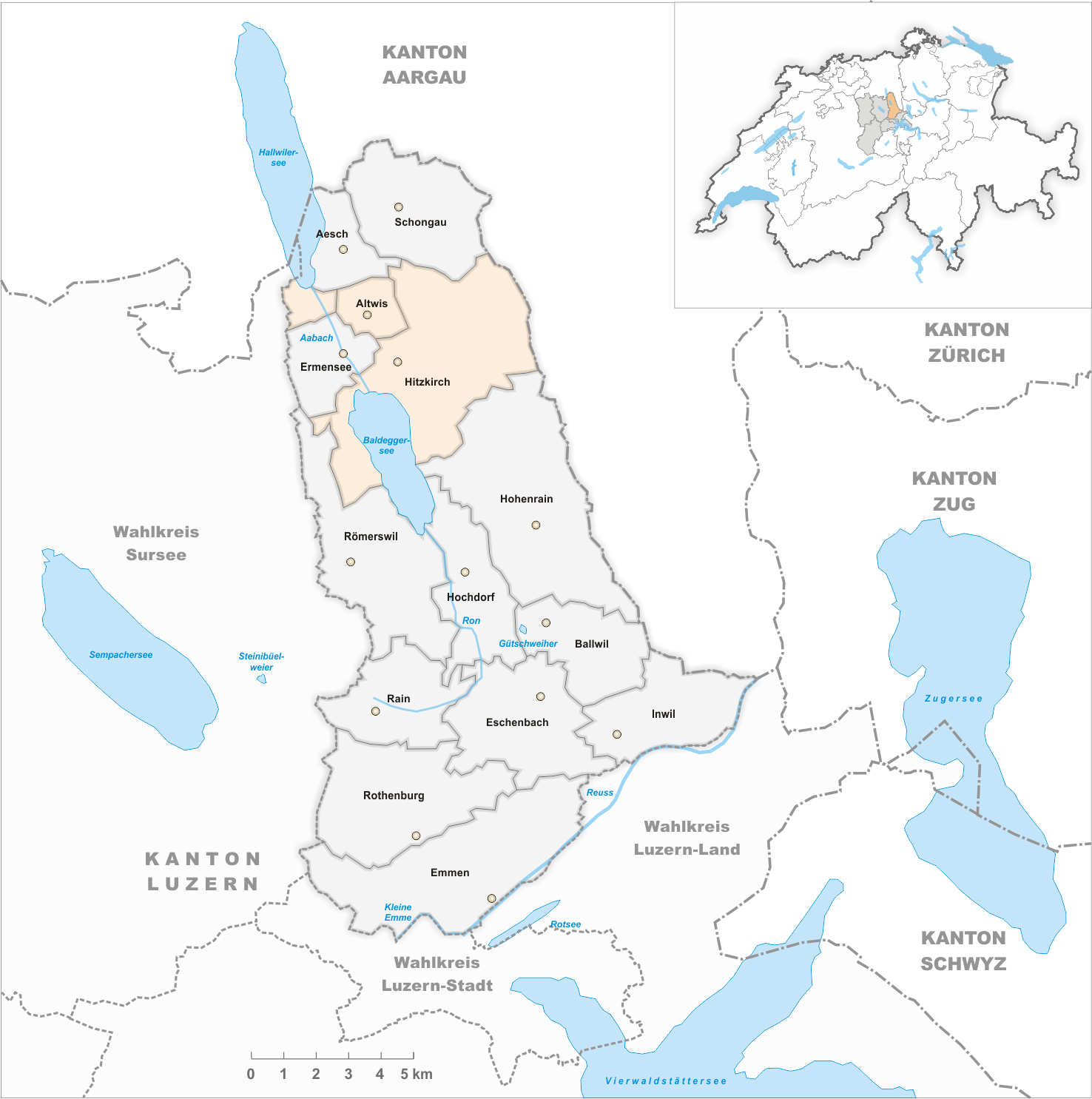
Gemeinden bis 2020

- 2021: Fusion Altwis und Hitzkirch → Hitzkirch